# Mihael Szilágyi
Mihael Szilágyi (mađ. Szilágyi Mihály), (oko 1400. – Carigrad, 1460.), grof horogsegeški (mađ. Horogszeg), vojskovođa i vladar.

## Životopis
Mihael Szilágyi bio je šogor Janka Hunjadija, s kojim se i borio u ratovima protiv Turaka u Bitki kod Varne i Drugoj kosovskoj bitki.

### Opsada Beograda
Kad je 1456. godine turski sultan Mehmed II. krenuo na Beograd (tada poznat i pod mađarskim imenom Nándorfehérvár), Janko Hunjadi povjerio je obranu južnih krajeva kraljevstva Szilágyiju. Glavna bitka odigrala se kod Beograda, uz Kalemegdansku tvrđavu. Ondje je ujedinjena kršćanska vojska porazila Turke i potisnula ih prema istoku, a Mihael Szilágyi pritom je imao najvažniju ulogu, jer je upravo on predvodio posljednji juriš na Turke.

### Borba za prevlast
Udajom Szilágyijeve sestre, Elizabete za Janka Hunjadija, Szilágyi je postao sljedbenik Hunjadijevih, a sa smrću Janka Hunjadija i nastavljač njegovih ideja. U svim sukobima u kojima je sudjelovala kuća Hunjadijevih bio je glavni vođa.  
Poslije pogubljenja Ladislava Hunjadija 1457. godine, Mihael Szilágyi nastoji osvojiti Erdelj, jer su Hunjadijevi u tim graničnim područjima (Partium) imali najjače uporište i podršku. Tamošnje stanovništvo, Sekelji, i vlastodršci dočekali su ga raširenih ruku, dok su Sasi bili protiv njega. Dok je u svim ostalim krajevima postupno učvršćivao svoju vlast, Mihael Szilágyi imao je u Bistrici, jednom od uporišta Hunjadijevih, podosta teškoća i nije dobio očekivanu podršku a i onu početnu, koju je dobio od Sekelja i lokalnih vlastodržaca, postupno je gubio. Ulagao je dosta napora i političkog truda učvršćivanje svoga položaja, pokušavao je uspostaviti dobre odnose čak i sa starim protivnicima, Pongrácom Szentmiklósijem, s kojim je sklopio sporazum o međusobnoj suradnji. U svim ovim političkim smicalicama čak je i kralj morao reagirati kako bi donekle smirio situaciju u Kraljevstvu, pa je sazvao Kraljevsko vijeće u Požunu. 
Uza sve ove, za Mihaela domaće neprilike, došao je i u sukob s Turcima, ali je malobrojne turske snage vezira Muhameda potukao u bitki u okolini današnjeg Beograda, tada tvrđave Kalemegdana. No, najveća opasnost Mihaela je vrebala od Đurađa Brankovića i grofa Ulriha III. Celjskog, rođaka hrvatsko-ugarskog kralja Žigmunda Luksemburškog, koji su neprekidno nastojali smanjiti Szilágyijev utjecaj ili ga čak nastojali pogubiti, da bi oslabili njegovu vlast i time ojačali vlast hrvatsko-ugarskog kralja. Čak je jednom zgodom, dok je bio u posjetu Beogradu, na njega Đurađ Branković organizirao zasjedu, ali se Mihael pukom srećom izvukao i spasao bijegom dok je njegov brat Ladislav Szilágyi, tadašnji Beograda, podlegao ranama.
Kako bi se osvetio, Mihael je na brzinu skupio vojsku i udario na Brankovića te ga porazio bitki Kupinika i tada mu je za kaznu odsjekao dva srednja prsta zbog nevjernosti danoj prisezi. Život mu je poštedio zahvaljujući Matiji Hunjadiju koji je tada već imao u planu kraljevsku titulu, pa su mu bili potrebni saveznici u oslabljenom kraljevstvu.

### U službi Matije Korvina
U međuvremenu u Pragu, 23. studenoga 1457. godine umro je Ladislav V. Posmrtni, a Szilágyi je to pametno iskoristio te je 1458. izabran za regenta na pet godina dok Matija Korvin ne postane punoljetan. Tada je donio zakone kojima je maksimalno zaštitio mladog kralja a i sebe.
Hunjadijevima i sebi prisvojio je ogromne posjede i kraljevski dvor, tako da je finansijski osigurao mladoga kralja, što je i dovelo do toga da Matija već po preuzimanju prijestolja postane jedan od moćnijih hrvatsko-ugarskih kraljeva, te je znatno pridonio ne samo gospodarskom nego i kulturnom usponu Kraljevstva. Usput, Szilágyi se osvećivao i starim neprijateljima, a htio je povratiti i svoju moć u Bistrici koju je nastojao silom zauzeti. U tome je i uspio, ali je pritom izvršio pokolj stanovništva, čime je navukao na sebe bijes kralja Matije koji ga je za kaznu dao zatvoriti u tvrđavu Világos, koja se nalazi u okolici današnjeg rumunjskog grada Arada. Kralj je odredio i Szilágyijevo smaknuće, no naknadno ga je pomilovao po intervenciji pape Pija II.
1459. godine zbog ponovne opasnosti od Turaka, kralj Matija Korvin pomirio se sa Szilágyijem, vratio mu je neke od prijašnjih časti i zaduženja, vlast nad Erdeljem i nad južnim krajevima Ugarskoga Kraljevstva.
Mihael Szilágyi nastavio je služiti Hunjadijevima tako što je najprije ojačao sve utvrde u južnom dijelu kraljevstva, a u bitki kod Futaka porazio je turske snage na čelu s Ali begom.

### Smrt
1460., dok se spremao krenuti u pomoć Vladu III. Drakuli u borbi protiv turskog sultana Mehmeda II., bio je zarobljen dok je prolazio kroz Bugarsku. Njegovi su ljudi mučeni do smrti, a sam je Mihael rasječen na pola.

### Naslovi
- U vrijeme opsade Beograda 1456. bio je kapetan Beograda (mađ. nándorfehérvári kapitány) i zapovijedao obranom grada, zajedno, a ujedno je sudjelovao i u obnovi razrušenoga grada.
- U razdoblju od 1457. do 1458. i 1460. bio je ban Mačve (macsói bán).
- 1458. godine izabran je za regenta Hrvatsko-Ugarskoga Kraljevstva, prije dolaska na vlast kralja Matije Korvina.
- Od 1460. godine postao je vojvoda Erdelja i glavni kapetan južnih dijelova Ugarske.